# ASA 411
Der ASA 411 war die Rennwagenausführung des italienischen Sportwagens ASA 1000 GT. Er wurde bis zur Schließung des Herstellers Autocostruzione in geringer Zahl gebaut und nur einige Mal in Rennen eingesetzt. Der sportliche Erfolg war mäßig.

## Geschichte
Um den Verkauf des ASA 1000 GT zu steigern, versuchte ASA das Fahrzeug durch den Rennsport bekannter zu machen. Hierfür wurden zwei modifizierte 1000 GT bei der Targa Florio 1965 eingesetzt. Im selben Jahr wurde im Herbst auf dem Salon de l’Automobile in Paris die Rennversion des 1000 GT, der 411, vorgestellt. Es war ein von Carrozzeria Marazzi karossiertes Coupé, das prinzipiell dem Design des 1000 GT folgte, aber eine Leichtmetallkarosserie mit nach hinten geneigten Scheinwerferstreuscheiben hatte. Der Motor wurde auf 1,1 Liter vergrößert, damit der Rennwagen besser in der Klasse bis 1100 cm³ konkurrieren konnte. Wie viele 411er bis 1967 hergestellt wurden, ist nicht bekannt.

## Rennsport
Bei der Targa Florio 1966 waren drei ASA 411 gemeldet, doch nur die Nummer 214 war ein Wagen dieses Typs. Gefahren von Silvestre Semilia und Raffaele Pinto erzielte er den 21. Platz in der Gesamtwertung und den 5. Platz in der Klassenwertung der Prototypen bis 2000 cm³.

## Beschreibung des Fahrzeugs

### Motor
Der Motor ist ein Vierzylinder-Viertakt-Ottomotor. Die Zylinder sind in Reihe angeordnet und die Kolben laufen in nassen Zylinderlaufbuchsen. Zylinderkopf und -block sind aus Leichtmetall. Die über eine Kette angetriebene Nockenwelle liegt im Zylinderkopf und steuert über Kipphebel die Ventile. Jeder Zylinder hat zwei in einem V-Winkel von 60° hängende Ventile. Der Kühler ist vor dem Motor angeordnet und fasst 5 Liter Flüssigkeit. Alle 4000 km muss das Öl gewechselt werden.

### Kraftübertragung
Vom Motor wird die Kraft über eine Einscheiben-Trockenkupplung an das Getriebe übertragen. Es standen ein vollsynchronisiertes Vierganggetriebe von Humber mit Overdrive von Auto Transmissions für die Gänge 2, 3 und 4 oder ein vollsynchronisiertes Fünfganggetriebe von Fiat ohne Overdrive zur Wahl. Bei beiden Getrieben ist der 4. Gang direkt übersetzt. Vom Getriebe wird die Kraft weiter auf das Hypoid-Achsgetriebe der Hinterachse übertragen.

### Fahrgestell und Fahrwerk
Das Fahrgestell ist eine Rohrrahmenkonstruktion mit zwei ovalen Längsträgern. Vorn sind die Räder einzeln an ungleich langen Dreiecksquerlenkern mit Schraubenfedern, Teleskopstoßdämpfern und Kurvenstabilisator aufgehängt. Hinten ist es eine Starrachse an Längslenkern und Wattgestänge mit Schraubenfedern und Teleskopstoßdämpfern. Der Wagen hat eine hydraulisch betätigte Zweikreisbremsanlage mit Scheibenbremsen an allen vier Rädern. Die Handbremse wirkt auf die Hinterräder. Die Lenkung ist eine Zahnstangenlenkung.

### Karosserie
Die Karosserie wurde von der Carrozzeria Marazzi gebaut und entspricht im Wesentlichen der des ASA 1000 GT Coupé mit Fließheck. Hauptsächliche äußere Unterschiede sind außer den nach hinten geneigten Streuscheiben der Scheinwerfer die Lufthutze auf der Motorhaube, die fehlenden Luftauslässe in den vorderen Kotflügeln und der Schnelltankverschluss über dem rechten hinteren Kotflügel. Um Gewicht zu sparen, wurde die Karosserie aus Leichtmetall hergestellt. Seitenscheiben und Heckscheibe sind aus Kunststoff. Die vorderen Seitenscheiben lassen sich zum Öffnen schieben, die hinteren können aufgeklappt werden. Der Wagen soll etwa 110 kg leichter als der ASA 1000 GT gewesen sein.

## Fahrzeugbezeichnungen

### 411
Offiziell hat das Fahrzeug nur die Bezeichnung 411, zusammengesetzt aus 4-Zylinder 1,1 Liter.

## Technische Daten
| ASA 4110                       | ASA 4110 |
| Typ                            | 411 |
| ------------------------------ | --- |
| Motor                          | Vierzylinder-Viertakt-Reihenmotor, 2 Ventile je Zylinder in 60°-V-Anordnung                                 |
| Hubraum                        | 1093 cm³ |
| Bohrung × Hub                  | 71 × 69 mm                                                                                                  |
| Verdichtung                    | 10:1 |
| Leistung nach SAE bei 1/min    | 104 PS (76,5 kW) bei 7500                                                                                   |
| Leistung nach CUNA bei 1/min   | 95 PS (69,9 kW) bei 7500                                                                                    |
| Drehmoment nach SAE bei 1/min  | 11 kpm (108 Nm) bei 6000                                                                                    |
| Drehmoment nach CUNA bei 1/min | 10,2 kpm (100 Nm) bei 6000                                                                                  |
| Gemischaufbereitung            | zwei Horizontal-Doppelvergaser Weber 40 DCOE9                                                               |
| Ventilsteuerung                | oben liegende Nockenwelle mit Kettenantrieb, Kipphebel                                                      |
| Getriebe                       | Viergang mit Overdrive für den 2., 3. und 4. Gang, auf Wunsch Fünfganggetriebe ohne Overdrive               |
| Radaufhängung vorn             | Trapez-Dreiecksquerlenker mit Schraubenfedern, Teleskopstoßdämpfern und Kurvenstabilisator                  |
| Radaufhängung hinten           | Starrachse mit Schraubenfedern, Teleskopstoßdämpfern, Längslenker und Wattgestänge                          |
| Bremsen                        | Zweikreissystem mit Vierradscheibenbremsen                                                                  |
| Lenkung                        | Zahnstange                                                                                                  |
| Karosserie                     | zweitüriges Fließheckcoupé aus Leichtmetall, Seitenscheiben und Heckscheibe aus Kunststoff, zwei Sitzplätze |
| Radstand                       | 2200 mm |
| Spurweite vorn                 | 1226 mm |
| Spurweite hinten               | 1240 mm |
| Länge × Breite × Höhe          | 3880 × 1550 × 1200 mm                                                                                       |
| Leergewicht                    | 710 kg |
| Reifen                         | 165HR13 oder 5.00-13                                                                                        |
| Tankinhalt                     | 60 l, auf Wunsch 80 l                                                                                       |
| Beschleunigung 0–100 km/h      | 12 s |
| Höchstgeschwindigkeit          | 185 – 196 km/h (je nach Quelle)                                                                             |

## Trivia
Ein ASA 411 aus der Sammlung der Familie de Nora wurde am 10. Juni 2013 über das Auktionshaus Artcurial für 186.515 € versteigert.